# Honda Element
Honda Element — компактный кроссовер, выпускавшийся компанией Honda с 2003 по 2011 год. Официальные продажи начались в 2003 году в США, Канаде и Японии. Element построен на базе Honda CR-V, но в совершенно иной, кубоподобной концепции дизайна кузова. Он короче на 30 мм, колёсная база сокращена на 43 мм, выше на 198 мм и колея передних колёс шире на 44 мм.
В Element установлен четырёхцилиндровый Honda K мотор объёмом 2,4 литра K24A4 i-VTEC, мощностью 166 л. с. (119 кВт) при 5500 об/мин, и крутящим моментом 161 футофунтов (218 Нм) при 4500 об/м. Двигатели этого же типа устанавливаются на Honda Accord и CR-V.
Используемая ходовая часть от CR-V подверглась серьёзной модернизации, и, так как Element не имеет центральной стойки, у него усилены соединения, пороги, установлены дополнительные рёбра жесткости (по пять на каждую сторону), в том числе и в задние двери.
Element выпускался как с переднеприводной, так и с полноприводной автоматически подключаемой гидромеханической трансмиссией DPS (Dual Pump System). Имеет варианты как с механической, так и автоматической коробкой передач.

## История
Прототип автомобиля — Model X (не путать с Tesla Model X)— был представлен в 2001 году. Model X позиционировался как неприхотливый и надёжный автомобиль для активного отдыха вне трассы, перевозки велосипедов, досок для сёрфинга, сноубордов, лыж и прочего инвентаря. Реализованная в Model X концепция совмещения в одном автомобиле характеристик вседорожника и фургона делала его поистине универсальным. Первые работы над концепцией были начаты ещё в 1998 году.
Четырёхместный Element был разработан для перевозки больших и, возможно, грязных грузов. Ровный пол из рельефного пластика для простоты уборки, сидения из прочного и легко очищаемого материала, раздельно складываемые и убираемые (в том числе полностью) задние сидения, для обеспечения большего объёма багажного отделения. Десятки вариантов трансформации салона, распашные двери без центральной стойки, раздельная задняя дверь позволяют использовать этот автомобиль не только для перевозки крупногабаритных грузов, велосипедов, лыж и т. д. без использования дополнительных багажников и с минимальной потерей пространства в салоне, но и использовать автомобиль, даже как палатку в походе или как дом на колёсах.
2003
- Цвета: Sunset Orange Pearl (красно-оранжевый), Shoreline Mist Metallic (графитовый металлик), Satin Silver Metallic (серебристый металлик), Nighthawk Black Pearl (чёрный), Galapagos Green Metallic (зелёный), и Eternal Blue Pearl (синий).
- Две комплектации: DX — базовая и EX — расширенная.
- Полноприводные модели поставляются с большим стеклянным люком в задней части крыши.

2004
- Доступные цвета: Fiji Blue Pearl (синий) заменил Eternal Blue Pearl (синий) из линейки предыдущего года.
- Представлена комплектация LX с большим числом базовых опций. Усовершенствованы передние сидения. Подлокотник для переднего пассажира вошёл в базовую комплектацию.

2005
- Доступные цвета: те же что и в 2004 плюс Cargo Khaki (золотистый металлик) и Rally Red (ярко-красный). Shoreline Mist Metallic (графитовый металлик) удалён из линейки.
- Простейшая комплектация DX снята с производства. Боковые подушки безопасности и MP3 магнитола вошли в список базового оборудования для комплектации EX. Серые пластиковые панели стали более тёмными и для Satin Silver Metallic (серебристый металлик) предложены голубые пластиковые панели. Колёсные колпаки на LX модели заменены другими, стилизованными под литые диски.

2006

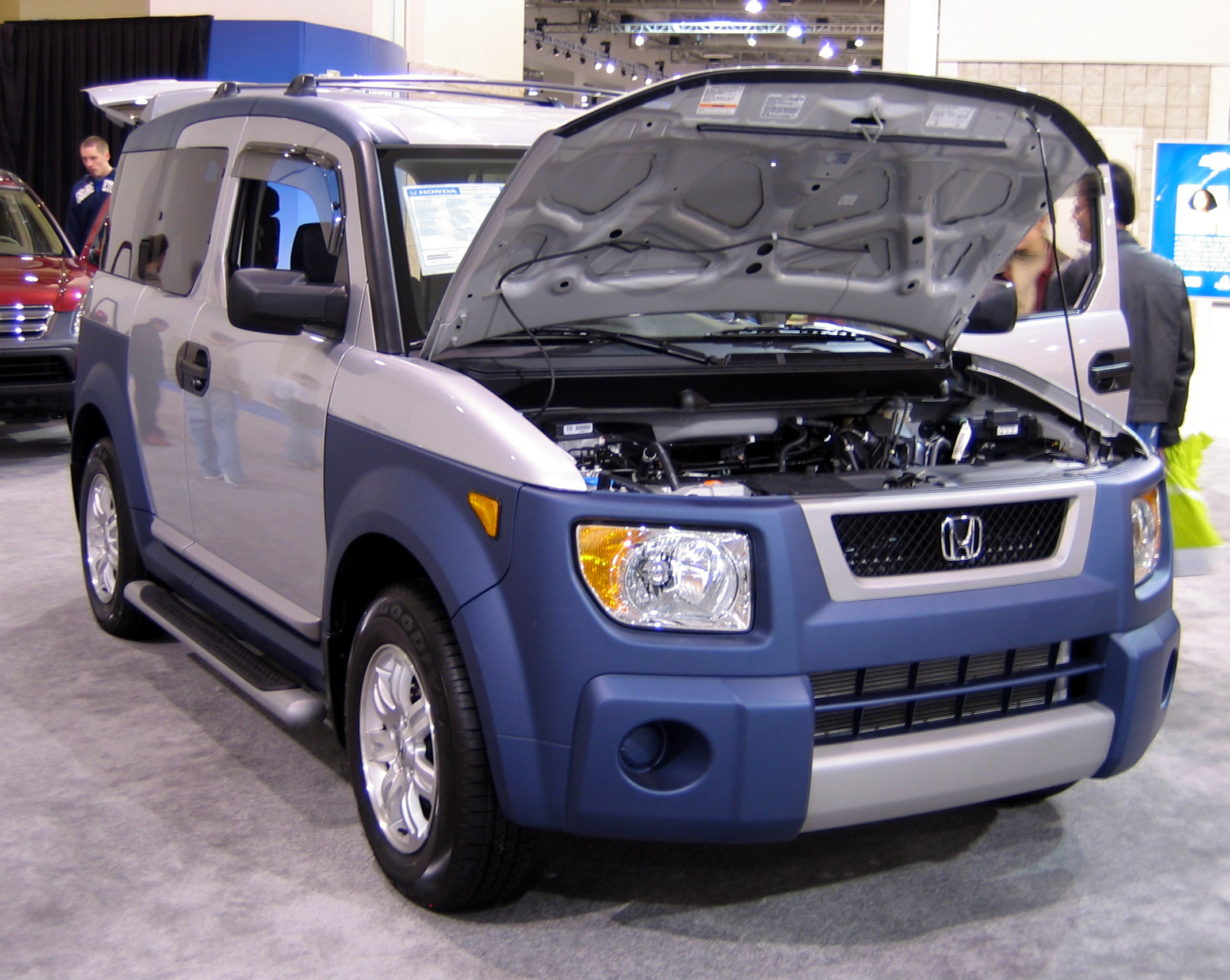
2006 Honda Element EX

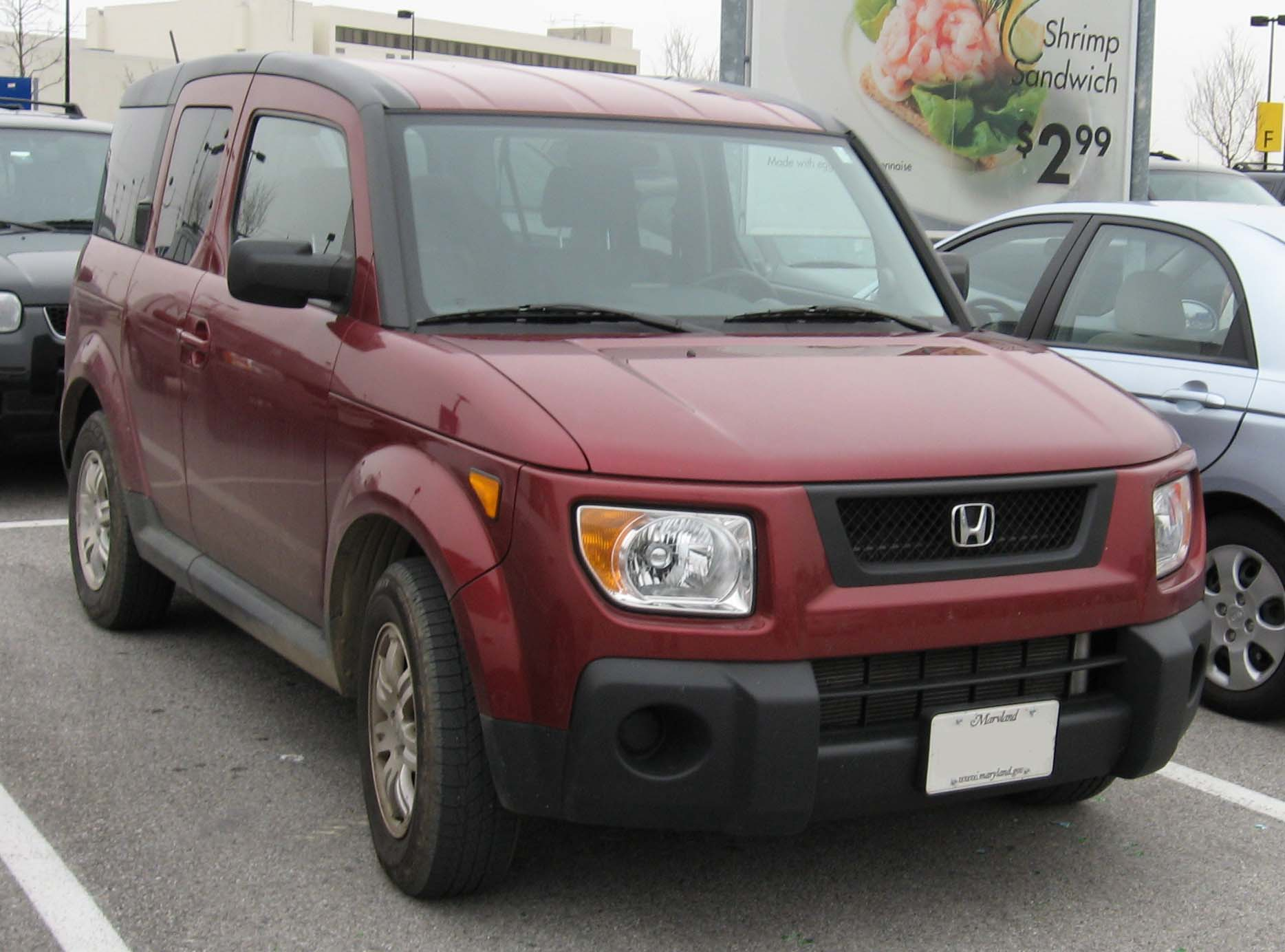
2006 Honda Element EX-P

- Доступные цвета: только Rally Red (ярко-красный) и Nighthawk Black Pearl (чёрный) остались вместе с новыми цветами Tango Red Pearl (темно красный), Tangerine Metallic (оранжевый), Kiwi Metallic (салатовый), Atomic Blue Metallic (синий), и Alabaster Silver Metallic (серебристый металлик).
- Стала доступна версия EX-P с крашенными пластиковыми панелями. Она поставляется стандартно с 5-ступенчатой МКПП либо опционально с 4-ступенчатой АКПП с овердрайвом.

2007
- Rallye Red (ярко-красный) удалён и заменён Galaxy Gray Metallic (мокрый асфальт), остальные цвета остались без изменений.
- EX-P снята с производства, и крашенные пластиковые панели стали базовыми для всех EX моделей. Только модификация LX сохранила некрашеный пластик.

В 2007 году автомобиль пережил небольшую модернизацию: на 10 л. с. увеличилась мощность двигателя (до 166 л. с.), появилась 5-ступенчатая АКПП, ремни безопасности стали интегрированны в передние сидения, позволяя выходить задним пассажирам без отстёгивания ремней передних пассажиров. Боковые подушки безопасности вошли в стандартную комплектацию, так же как и система электронного контроля устойчивости Vehicle Stability Assist™ (VSA®) с Traction Control. Пластиковая решётка радиатора заменена серебристой с изменённым дизайном.
2007 SC

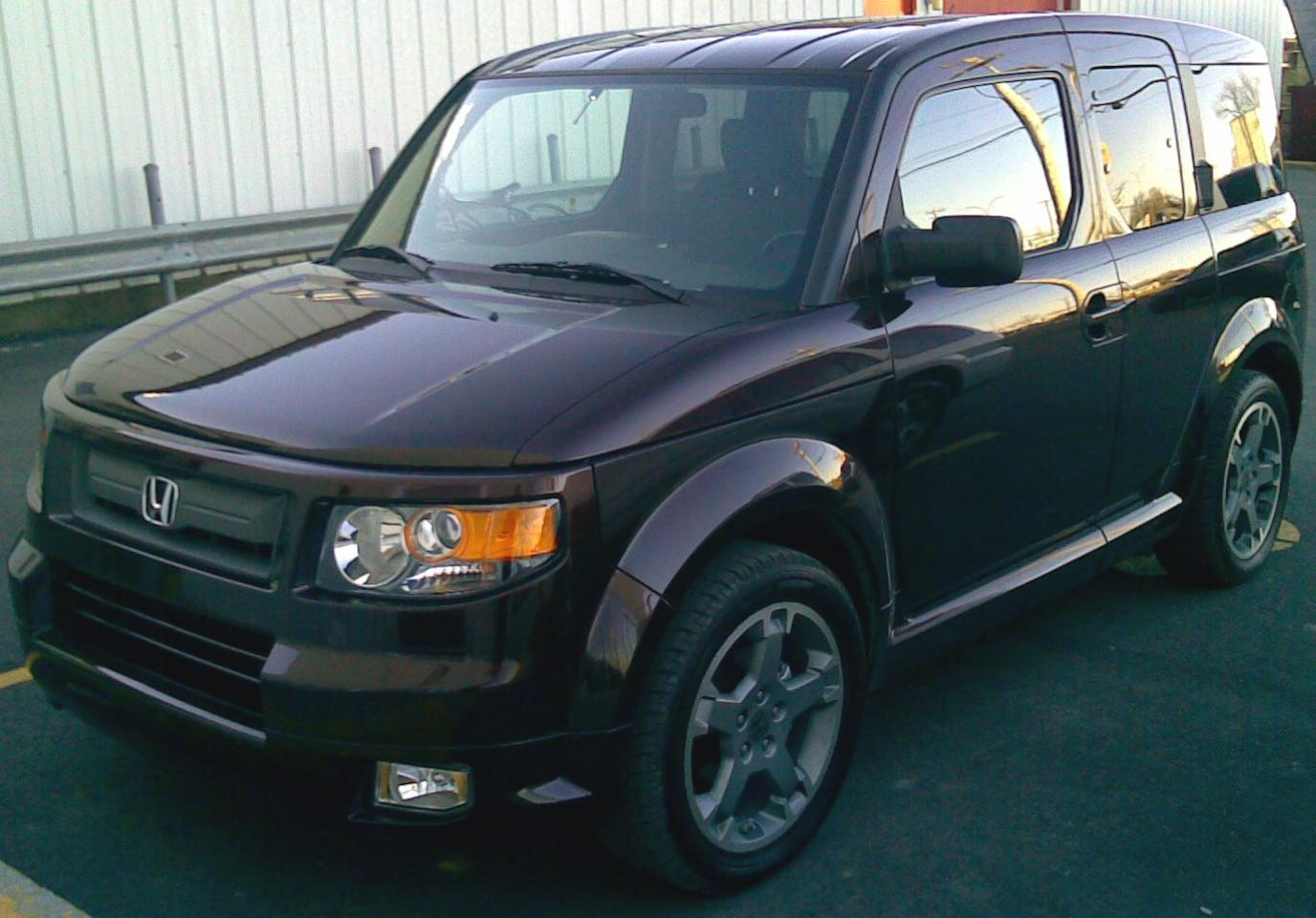
2007 Honda Element SC

- Доступна в цветах: Nighthawk Black Pearl (чёрный), Root Beer Metallic (коричневый), Galaxy Gray Metallic (мокрый асфальт), Royal Blue Pearl (синий) и Alabaster Silver Metallic (серебристый металлик).

Новая комплектация «городской крейсер» (urban cruiser) была названа SC. Она включает в себя новый бампер, пороги и 18-дюймовые колёсные диски. Для этой модели, также как и для других Element’ов доступны дополнительные аксессуары, такие как более мощный головной свет и обивка сидений из стилизованной ткани. Выпускался только в переднеприводной версии.

## Полезная нагрузка и буксировка
Honda Element может буксировать прицеп до 680 килограммов. Для буксировки необходима установка фаркопа. Полезная нагрузка порядка 300 кг.